# 栋佐韦
46°52′43″N 34°34′47″E / 46.87861°N 34.57972°E
栋佐韦（烏克蘭語：Донцове）是位於烏克蘭南部的村莊，由赫爾松州海尼切斯克區的下錫羅霍濟市鎮負責管轄。該村始建於1903年，面積46.1平方公里，海拔高度63米，2001年人口379，人口密度每平方公里8.2人。